# Novouspenivka, Vesele
Novouspenivka (în ucraineană Новоуспенівка) este localitatea de reședință a comunei Novouspenivka din raionul Vesele, regiunea Zaporijjea, Ucraina.

## Demografie
Componența lingvistică a localității Novouspenivka
     Ucraineană (87,57%)
     Rusă (11,34%)
     Alte limbi (0,49%)
Conform recensământului din 2001, majoritatea populației localității Novouspenivka era vorbitoare de ucraineană (87,57%), existând în minoritate și vorbitori de rusă (11,34%).